# Uvala Modrič
Uvala Modrič este o arie protejată (sit de importanță comunitară — SCI) din Croația întinsă pe o suprafață de 9,9 ha, integral marine.

## Localizare
Centrul sitului Uvala Modrič este situat la coordonatele 44°15′31″N 15°32′08″E / 44.258549°N 15.535485°E.

## Înființare
Situl Uvala Modrič a fost declarat sit de importanță comunitară în iulie 2013 pentru a proteja un număr necunoscut de specii din flora spontană și fauna sălbatică aflate în arealul zonei.

## Biodiversitate
Situată în ecoregiunea marină mediteraneană, aria protejată conține 2 habitate naturale: Lagune de coastă, Recifuri.
La baza desemnării sitului se află un număr nedeclarat de specii protejate.
Pe lângă speciile protejate, pe teritoriul sitului au mai fost identificate 1 specie de plante.